# Die Straßenwalze und die Geige
Die Straßenwalze und die Geige ist der Diplomfilm des russischen Regisseurs Andrei Tarkowski.

## Handlung
Der Film erzählt von einem Jungen namens Sascha, dessen Ein und Alles seine Geige ist und der sich dadurch zum Außenseiter macht. Andere Kinder setzen ihm zu, und in so einer Situation steht ihm der Fahrer einer Straßenbauwalze bei und ermuntert ihn später, seinerseits einem bedrängten Jungen zu helfen. Zwischen dem Walzenfahrer Sergei und Sascha entwickelt sich eine zarte Freundschaft. Nachdem anfänglich Sascha auf der Walze fahren durfte, bekommt später Sergei einen Einblick ins Geigespiel. Sergei ist stolz auf die Spuren harter Arbeit an seinen Händen, Sascha ist stolz auf die Spuren des Geigespiels an seinem Kinn. Aber Saschas Eltern finden, dass ein Straßenarbeiter nicht der rechte Umgang für ihren Sohn ist. So versäumt Sascha eine Verabredung mit Sergej, der mit ihm ins Kino gehen wollte. Der nimmt nun seine Freundin mit, die bereits eifersüchtig auf den Jungen geworden war. Sascha kann das Treffen nur in der Fantasie erleben: In der Schlussszene geht er zur roten Straßenwalze.

## Hintergrund
Auffallend ist, dass sich bereits in diesem Film Dinge scheinbar magisch aufgeladen zeigen und dem Betrachter ein weites Assoziationsfeld erschließen. Die Äpfel, die in diesem Film einer Frau davonrollen, tauchen später in Iwans Kindheit wieder als poetischer Verweis auf. Auch das immer wiederkehrende Motiv der Spiegel und des Wassers spielen in Tarkowskis Diplomfilm schon eine wichtige Rolle und verweisen auf spätere Meisterwerke wie Der Spiegel oder die ausgedehnten Wasserszenerien in all seinen Filmen.